# 恩特普賴斯 (加利福尼亞州阿馬多爾縣)
恩特普賴斯（英語：Enterprise）是位於美國加利福尼亞州阿馬多爾縣的一個非建制地區。該地的面積和人口皆未知。
它以开采石英而建立，在鼎盛时期有大约 100 人口，但前景并不乐观，现在该地区只有几栋房子。

## 地理
恩特普賴斯的座標為38°32′25″N 120°50′50″W / 38.54028°N 120.84722°W，而該地的平均海拔高度為267米（即876英尺）。